# Welcome Back My Friends to the Show That Never Ends
 (octobre 2018).
Si vous disposez d'ouvrages ou d'articles de référence ou si vous connaissez des sites web de qualité traitant du thème abordé ici, merci de compléter l'article en donnant les références utiles à sa vérifiabilité et en les liant à la section « Notes et références ».
Albums de Emerson, Lake and Palmer
Brain Salad Surgery
(1973) Works Volume I
(1977)
Lives par Emerson, Lake and Palmer
Pictures at an Exhibition
(1971) In Concert
(1979)
Welcome Back my Friends to the Show That Never Ends est un album enregistré en concert du groupe de rock progressif Emerson, Lake and Palmer, sorti en 1974. L'album est enregistré durant leur tournée mondiale Someone Get Me a Ladder entre 1973 et 1974. Paru à l'origine sous la forme d'un triple album, la réédition CD se compose de deux disques.

## Titres
Toutes les paroles sont écrites par Greg Lake, toute la musique est composée par Keith Emerson ; sauf indication contraire.

### Disque 1
| 1. | Hoedown (Instrumental, d'après le ballet Rodeo)                            |                           | Aaron Copland                                      | 4:27 |
| 2. | Jerusalem (And did those feet in ancient time)                             | William Blake (1804 (en)) | Hubert Parry (1916)                                | 3:20 |
| 3. | Toccata (instrumental, d'après le 4e mouvement du 1er concerto pour piano) |                           | Alberto Ginastera, solo de percussions Carl Palmer | 7:21 |

| 1. | Tarkus (1re partie) - a). Eruption (Instrumental) - b). Stones of Years - c). Iconoclast (Instrumental) - d). Mass - e). Manticore (Instrumental) - f). Battlefield | f). Greg Lake | f). Epitaph (Fripp-McDonald-Lake-Giles-Sinfield) | 16:42 |

### Disque 2
| 1. | Tarkus (conclusion) - a). Aquatarkus (instrumental)                                         |           | 10:42 |
| 2. | Pot-pourri : - a). Take a Pebble (1re partie) - b). Still... You Turn Me On - c). Lucky Man | Greg Lake | 11:06 |

| 1. | Piano Improvisations (instrumental)                |           | a). Fugue (Friedrich Gulda) b). Little Rock Get Away (Joe Sullivan) | 11:54 |
| 2. | Take a Pebble (conclusion)                         | Greg Lake |                                                                     | 3:14  |
| 3. | Pot-pourri : - a). Jeremy Bender - b). The Sheriff |           |                                                                     | 5:26  |

### Disque 3
| 1. | Karn Evil 9 (1re impression) | Percussion Solo (Con Brio) | 17:26 |

| 1. | Karn Evil 9 (2e impression) |                | 7:36  |
| 2. | Karm Evil 9 (3e impression) | Peter Sinfield | 10:17 |

## Musiciens
- Keith Emerson : piano, orgue Hammond, synthétiseurs
- Greg Lake : chant, guitare acoustique, guitare électrique, basse
- Carl Palmer : batterie, percussions